# Pepsi 420
De Pepsi 420 was een race uit de NASCAR Winston Cup. De wedstrijd werd gehouden op de Nashville Speedway. De eerste editie werd gehouden in 1958 en gewonnen door Joe Weatherly, de laatste editie werd gereden in 1984 en gewonnen door Geoff Bodine. Op hetzelfde circuit werd eveneens de Coors 420 gereden.

## Namen van de race
- Nashville 200 (1958)
- Nashville 300 (1959)
- Nashville 400 (1960)
- Nashville 500 (1961 - 1962)
- Nashville 400 (1963 - 1969)
- Nashville 420 (1970 - 1978)
- Busch Nashville 420 (1979 - 1983)
- Pepsi 420 (1984)

## Winnaars
| Jaar                | Winnaar          | Auto          |
| Nashville 200       | Nashville 200    | Nashville 200 |
| ------------------- | ---------------- | ------------- |
| 1958                | Joe Weatherly    | Ford          |
| Nashville 300       |                  |               |
| 1959                | Joe Lee Johnson  | Chevrolet     |
| Nashville 400       |                  |               |
| 1960                | Johnny Beauchamp | Chevrolet     |
| Nashville 500       |                  |               |
| 1961                | Jim Paschal      | Pontiac       |
| 1962                | Jim Paschal      | Plymouth      |
| Nashville 400       |                  |               |
| 1963                | Jim Paschal      | Plymouth      |
| 1964                | Richard Petty    | Plymouth      |
| 1965                | Richard Petty    | Plymouth      |
| 1966                | Richard Petty    | Plymouth      |
| 1967                | Richard Petty    | Plymouth      |
| 1968                | David Pearson    | Ford          |
| 1969                | Richard Petty    | Ford          |
| Nashville 420       |                  |               |
| 1970                | Bobby Isaac      | Dodge         |
| 1971                | Richard Petty    | Plymouth      |
| 1972                | Bobby Allison    | Chevrolet     |
| 1973                | Buddy Baker      | Dodge         |
| 1974                | Cale Yarborough  | Chevrolet     |
| 1975                | Cale Yarborough  | Chevrolet     |
| 1976                | Benny Parsons    | Chevrolet     |
| 1977                | Darrell Waltrip  | Chevrolet     |
| 1978                | Cale Yarborough  | Oldsmobile    |
| Busch Nashville 420 |                  |               |
| 1979                | Darrell Waltrip  | Chevrolet     |
| 1980                | Dale Earnhardt   | Chevrolet     |
| 1981                | Darrell Waltrip  | Buick         |
| 1982                | Darrell Waltrip  | Buick         |
| 1983                | Dale Earnhardt   | Ford          |
| Pepsi 420           |                  |               |
| 1984                | Geoff Bodine     | Chevrolet     |

Huidige races:
Can-Am Duel ·
Daytona 500 ·
Subway Fresh Fit 500 ·
Kobalt Tools 400 ·
Food City 500 ·
Auto Club 400 ·
STP Gas Booster 500 ·
NRA 500 ·
Aaron's 499 ·
Toyota Owners 400 ·
Bojangles' Southern 500 ·
FedEx 400 ·
Coca-Cola 600 ·
STP 400 ·
Pocono 400 ·
Quicken Loans 400 ·
Toyota/Save Mart 350 ·
Coke Zero 400 ·
Quaker State 400 ·
Camping World RV Sales 301 ·
Brickyard 400 ·
Gobowling.com 400 ·
Cheez-It 355 at The Glen ·
Pure Michigan 400 ·
Irwin Tools Night Race ·
AdvoCare 500 (Atlanta Motor Speedway) ·
Federated Auto Parts 400 ·
Geico 400 ·
Sylvania 300 ·
AAA 400 ·
Hollywood Casino 400 ·
Bank of America 500 ·
Camping World RV Sales 500 ·
Goody's Headache Relief Shot 500 ·
AAA Texas 500 ·
AdvoCare 500 (Phoenix International Raceway) ·
Ford EcoBoost 400

Voormalige races:

Buddy Shuman 276 ·
Budweiser 400 ·
Budweiser NASCAR 400 ·
Columbia 200 ·
Coors 420 ·
First Union 400 ·
Greenville 200 ·
Hickory 276 ·
Kobalt Tools 500 (Atlanta Motor Speedway) ·
Los Angeles Times 500 ·
Mountain Dew Southern 500 ·
Northern 300 ·
Pepsi 420 ·
Pepsi Max 400 ·
Pickens 200 ·
Pop Secret Microwave Popcorn 400 ·
Sandlapper 200 ·
Subway 400 ·
Tyson Holly Farms 400 ·
Winston Western 500